# Dryopteris rossii
Dryopteris rossii är en träjonväxtart som beskrevs av Carl Frederik Albert Christensen. Dryopteris rossii ingår i släktet Dryopteris och familjen Dryopteridaceae. Inga underarter finns listade.